# Chorągiew kozacka Jana Działyńskiego
Chorągiew kozacka Jana Działyńskiego – chorągiew jazdy kozackiej I połowy XVII wieku, okresu wojen Rzeczypospolitej ze Szwedami i Moskwą.
Szefem tej chorągwi był starosta pokrzywnicki Jan Działyński. Żołnierze chorągwi wzięli udział w wojnie polsko-szwedzkiej 1626-1629.